# Eero Mäntyranta
Eero Antero Mäntyranta (Turtola, 20 de noviembre de 1937 - Oulu, 30 de diciembre de 2013) fue un esquiador finlandés y múltiple campeón olímpico. Compitió en cuatro Juegos Olímpicos de Invierno (1960-1972), ganando siete medallas en tres de ellos, haciendo de él uno de los esquiadores más exitosos que Finlandia ha producido. Su éxito en los Juegos Olímpicos de Invierno de 1964 le valió el apodo de Mister Seefeld, en referencia al lugar en el que las competiciones de esquí y biatlón se llevaron a cabo. El Ministerio de Educación de Finlandia lo dotó con la Carta Pro Urheilu de reconocimiento en el año 2000. También hay un museo sobre Mäntyranta en Pello.

## Dopaje y genética
Mäntyranta fue el primer deportista finlandés en haber dado positivo por dopaje. En los campeonatos nacionales de 1972, sus pruebas mostraron el uso de anfetamina, pero el resultado fue silenciado. Después de los Juegos Olímpicos de Invierno de Sapporo, el hecho salió a la luz, pero fue negado por Mäntyranta. Más tarde, Mäntyranta admitió haber usado hormonas, que durante su carrera deportiva todavía no estaban prohibidas. Mäntyranta tenía policitemia congénita (PFCP) —que causa un aumento de la masa de glóbulos rojos y hemoglobina debido a una mutación en el gen receptor de la eritropoyetina (EPOR), que fue identificado después de un estudio de ADN realizado a más de 200 miembros de su familia, según lo informado en 1993—. Esta condición resulta en un aumento de hasta el 50 % en la capacidad de transporte de oxígeno de la sangre, una gran ventaja a la hora de participar en eventos de resistencia.

## Logros
- Tres medallas de oro olímpicas: Squaw Valley de 1960 (relevo 4 x 10 km) e Innsbruck 1964 (15 km y 30 km)
- Dos medallas de plata olímpicas: Innsbruck 1964 (relevo) y Grenoble de 1968 (15 km)
- Dos medallas de bronce olímpicas: Grenoble 1968 (30 km y el relevo)
- Dos Campeonatos del Mundo en medallas de oro: 1962 Zakopane (30 km) y Oslo 1966 (30 km), dos de plata: 1962 (relevo) y 1966 (relevo), una de bronce: 1966 (50 km)
- Campeonatos domésticos nacionales: cinco de oro, dos de plata y dos de bronce.
- Festival de esquí de Holmenkollen, primer lugar en los campeonatos 1962, 1964 y 1968 (15 km)
- Medalla Holmenkollen en 1964 (compartido con Veikko Kankkonen, Georg Thoma y Halvor Næs).
- Ganó los juegos Salpausselkä de 1964 a 1972.

Mäntyranta también terminó 19.º en el evento de 30 km en los Juegos Olímpicos de Sapporo 1972.